# Schärfeziehvorrichtung

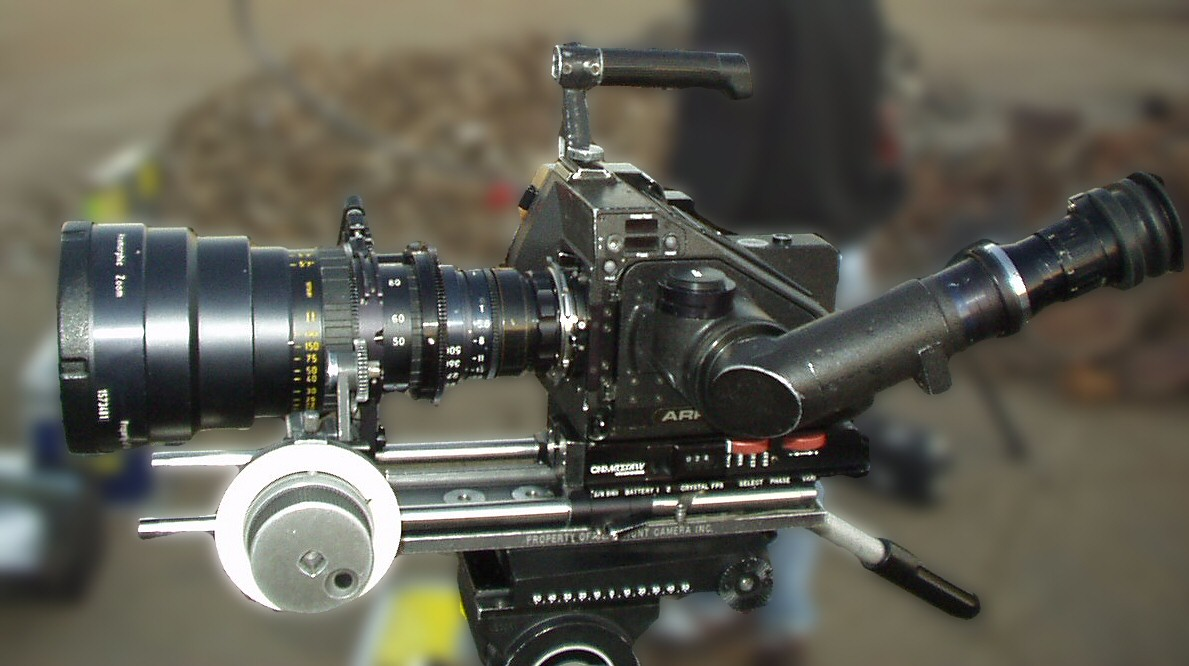
Eine 35-mm-Filmkamera mit Schärfeziehvorrichtung an einem Zoomobjektiv. Die weiße Scheibe am Drehring dient dem Kameraassistenten zur Anbringung von Markierungen. Zu sehen ist, wie das Zahnrad in den Zahnkranz des Entfernungsrings eingreift. Zwei weitere Zahnkränze am Objektiv könnten für entsprechende Vorrichtungen zur Veränderung der Brennweite (Mitte) und der Blende/Iris (rechts) verwendet werden.

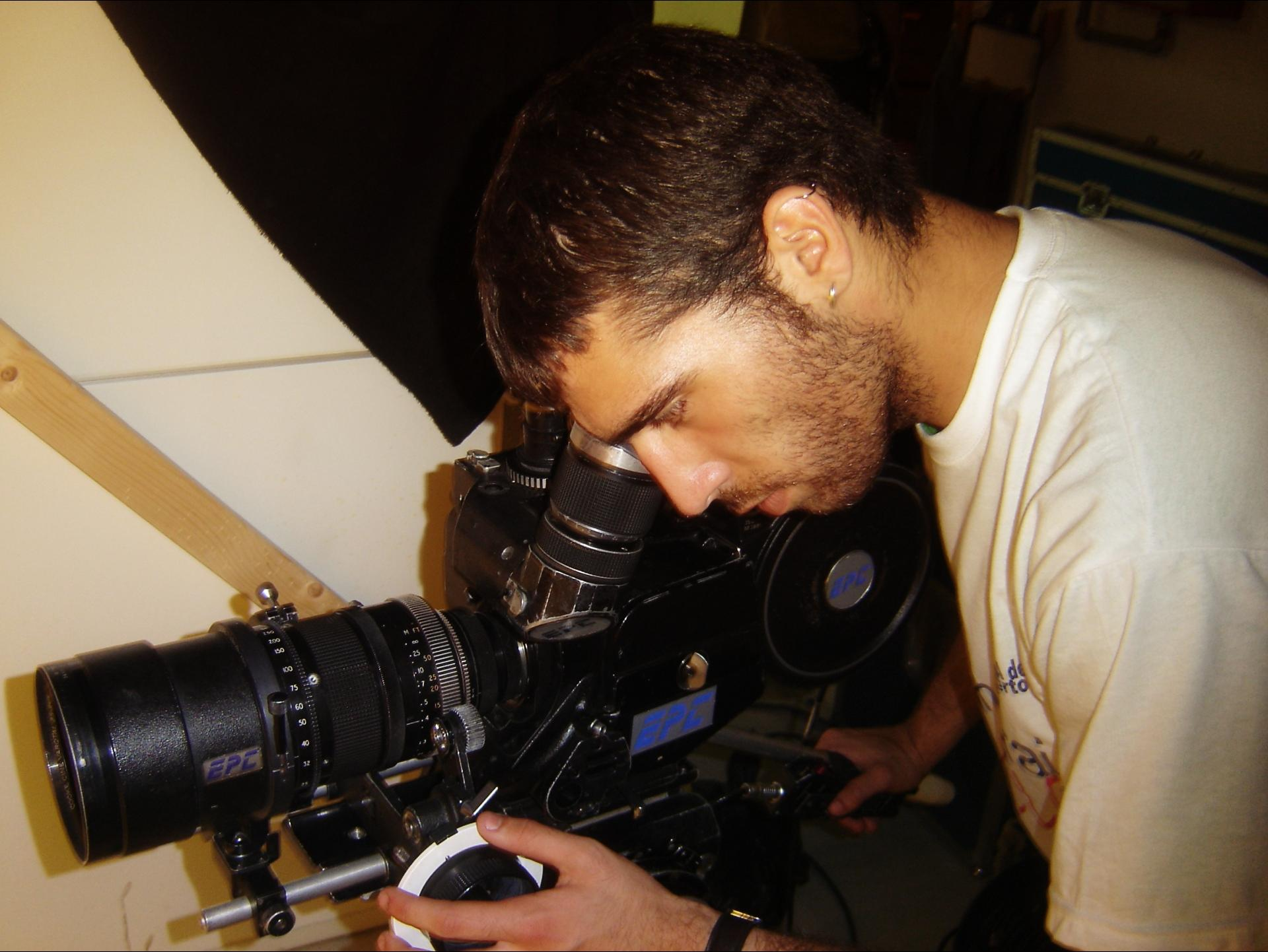
Einstellen des Fokus mit der Schärfeziehvorrichtung

Eine Schärfeziehvorrichtung oder Schärfezieheinrichtung (englisch Follow Focus) ist eine an einem Kameraobjektiv angebrachte Vorrichtung, mit welcher der Entfernungseinstellring des Objektivs bewegt werden und damit der Fokus der Bildebene verändert werden kann.
Während bei Objektiven von Stehbildkameras die Entfernungseinstellung einfach am Entfernungseinstellring durchgeführt werden kann, ist dies bei Filmkameras, die kontinuierlich Bildfolgen aufnehmen, schwieriger, da man vermeiden möchte, dass der Zuschauer im Kino oder vor dem Fernseher eine ungleichmäßige Änderung oder gar Unterbrechung (wenn am Ring umgegriffen werden muss) der Scharfstellung bemerkt, oder gar durch das Anfassen des Objektivs die Kamera miterschüttert wird.
Aus diesem Grund sind Schärfezieheinrichtungen entwickelt worden, die eine gleichmäßige, flüssige Änderung des Fokus gestatten, ohne dass das Objektiv direkt berührt werden muss. Im einfachsten Fall handelt es sich um einen am Entfernungsring des Objektivs angebrachten, herausragenden Stift, der hin und her bewegt werden kann.
Im professionellen Bereich haben sich jedoch mittlerweile Schärfezieheinrichtungen durchgesetzt, bei denen der Entfernungseinstellring über Zahnräder und Zahnkränze mit einem Drehrad verbunden ist, an dem z. B. der Kameraassistent dreht, um die Schärfeebene zu verändern. Spezielle Objektive für Kinokameras verfügen in der Regel über einen fest angebrachten/integrierten Zahnkranz, während es für andere Objektive, beispielsweise im Bereich von Video-DSLRs, aufsteckbare Zahnkränze gibt. Ein Zahnrad an der Schärfezieheinrichtung greift in diesen Zahnkranz ein. Das Zahnrad wiederum ist (evtl. über weitere Zahnräder) mit dem Drehring verbunden. Um die Schärfeziehvorrichtung an verschiedene Objektivdurchmesser anpassen zu können, ist das Zahnrad auf einem verschwenkbaren Arm montiert. Die gesamte Schärfeziehvorrichtung muss zudem in einer Position montiert sein, die gegenüber dem Objektiv unveränderlich ist. Dies wird in der Regel dadurch erreicht, dass sowohl die Kamera mit dem Objektiv als auch die Schärfeziehvorrichtung an einem Stützsystem (z. B. 15-mm- oder 19-mm-Leichtstützen), sogenannte Rods, befestigt sind.
Um eine Kompatibilität zwischen Objektiven und Schärfeziehvorrichtungen zu gewährleisten, ist der Zahnabstand von Objektivzahnkranz und darin eingreifendem Zahnrad standardisiert, wobei es allerdings mehrere Standards gibt. Im Bereich der Kinotechnik sind Zähne mit einem Modul von 0.8 (entsprechend einem Zahnabstand von etwa 2,51 mm) üblich.
Eine ähnliche Vorrichtung gibt es auch zum Einstellen der Blendenzahl am Objektiv.